# Segona divisió espanyola de futbol 1953-1954
Resum de l'activitat de la temporada 1953-1954 de la Segona divisió espanyola de futbol.

## Grup Nord

### Clubs participants
| Club                         | Ciutat               | Estadi         |
| ---------------------------- | -------------------- | -------------- |
| Deportivo Alavés             | Vitòria              | Mendizorroza   |
| Real Avilés CF               | Avilés               | Las Arobias    |
| Club Barakaldo               | Barakaldo            | Lasesarre      |
| Caudal Deportivo             | Mieres               | El Batán       |
| Cultural y Deportiva Leonesa | Lleó                 | El Ejido       |
| SD Eibar                     | Eibar                | Ipurúa         |
| SD Escoriaza                 | Saragossa            | Las Delicias   |
| SD Espanya Industrial        | Barcelona            | Les Corts      |
| Club Ferrol                  | Ferrol               | Inferniño      |
| RS Gimnástica de Torrelavega | Torrelavega          | El Malecón     |
| CP La Felguera               | La Felguera, Langreo | La Barraca     |
| UE Lleida                    | Lleida               | Camp d'Esports |
| CD Logroñés                  | Logronyo             | Las Gaunas     |
| CE Sabadell FC               | Sabadell             | Creu Alta      |
| UD Salamanca                 | Salamanca            | El Calvario    |
| Reial Saragossa              | Saragossa            | Torrero        |

### Classificació
| Pos | Equip                      | PJ | PG | PE | PP | GF | GC | DG  | Pts | Promoció o descens        |
| --- | -------------------------- | -- | -- | -- | -- | -- | -- | --- | --- | ------------------------- |
| 1   | Alavés (P)                 | 30 | 17 | 7  | 6  | 65 | 42 | +23 | 41  | Ascens a Primera Divisió  |
| 2   | Barakaldo CF               | 30 | 17 | 4  | 9  | 56 | 36 | +20 | 38  | Promoció d'ascens         |
| 3   | UE Lleida                  | 30 | 16 | 6  | 8  | 62 | 44 | +18 | 38  | Promoció d'ascens         |
| 4   | Cultural Leonesa           | 30 | 15 | 4  | 11 | 63 | 46 | +17 | 34  |                           |
| 5   | Espanya Industrial         | 30 | 12 | 9  | 9  | 62 | 48 | +14 | 33  |                           |
| 6   | CE Sabadell                | 30 | 14 | 4  | 12 | 52 | 53 | −1  | 32  |                           |
| 7   | SD Eibar                   | 30 | 10 | 9  | 11 | 56 | 54 | +2  | 29  |                           |
| 8   | Ferrol                     | 30 | 12 | 5  | 13 | 44 | 58 | −14 | 29  |                           |
| 9   | Reial Saragossa            | 30 | 11 | 7  | 12 | 76 | 59 | +17 | 29  |                           |
| 10  | CD Logroñés                | 30 | 12 | 4  | 14 | 65 | 55 | +10 | 28  |                           |
| 11  | Real Avilés                | 30 | 9  | 10 | 11 | 45 | 61 | −16 | 28  |                           |
| 12  | Caudal (O)                 | 30 | 11 | 6  | 13 | 38 | 46 | −8  | 28  | Promoció de descens       |
| 13  | La Felguera (O)            | 30 | 10 | 5  | 15 | 49 | 63 | −14 | 25  | Promoció de descens       |
| 14  | Gimnástica Torrelavega (R) | 30 | 11 | 3  | 16 | 35 | 64 | −29 | 25  | Descens a Tercera Divisió |
| 15  | UD Salamanca (R)           | 30 | 8  | 6  | 16 | 44 | 56 | −12 | 22  | Descens a Tercera Divisió |
| 16  | Escoriaza (R)              | 30 | 8  | 5  | 17 | 42 | 69 | −27 | 21  | Descens a Tercera Divisió |

### Resultats
| Casa \ Fora            | ALA | AVI | BAR | CAU | LEO | EIB | ESC | CON | GIM | FEL | LLE | LOG | RFE | SAB | SAL | ZAR |
| ---------------------- | --- | --- | --- | --- | --- | --- | --- | --- | --- | --- | --- | --- | --- | --- | --- | --- |
| Alavés                 | —   | 2–0 | 2–1 | 1–0 | 3–2 | 2–2 | 3–1 | 3–1 | 1–0 | 5–2 | 4–1 | 5–0 | 6–0 | 3–1 | 4–1 | 4–4 |
| Real Avilés            | 2–2 | —   | 1–0 | 1–0 | 0–6 | 3–3 | 1–1 | 1–1 | 5–0 | 4–2 | 1–1 | 1–1 | 3–2 | 4–0 | 2–2 | 4–2 |
| Barakaldo CF           | 0–3 | 5–0 | —   | 6–1 | 0–0 | 3–2 | 1–0 | 3–0 | 0–0 | 3–1 | 3–0 | 4–3 | 3–0 | 4–0 | 1–5 | 3–2 |
| Caudal                 | 1–2 | 0–2 | 0–1 | —   | 3–2 | 4–2 | 1–0 | 2–1 | 1–3 | 3–1 | 1–1 | 0–0 | 1–0 | 1–0 | 2–1 | 1–0 |
| Cultural Leonesa       | 3–1 | 5–0 | 1–0 | 4–2 | —   | 1–1 | 4–1 | 2–0 | 3–1 | 2–0 | 0–1 | 4–1 | 1–0 | 2–2 | 1–0 | 0–0 |
| SD Eibar               | 0–1 | 1–1 | 0–1 | 1–1 | 6–0 | —   | 3–1 | 1–1 | 1–1 | 2–1 | 2–4 | 3–1 | 2–0 | 6–1 | 5–0 | 3–1 |
| Escoriaza              | 4–1 | 4–3 | 0–0 | 2–1 | 3–5 | 2–1 | —   | 2–2 | 2–3 | 2–3 | 1–3 | 2–1 | 3–1 | 2–3 | 2–1 | 0–3 |
| Espanya Industrial     | 2–2 | 1–1 | 3–0 | 1–1 | 2–3 | 7–1 | 4–1 | —   | 6–0 | 2–1 | 3–3 | 5–2 | 2–3 | 1–1 | 2–0 | 2–1 |
| Gimnástica Torrelavega | 2–1 | 2–0 | 3–2 | 2–1 | 1–0 | 0–1 | 3–0 | 2–3 | —   | 4–3 | 0–3 | 1–3 | 1–2 | 2–0 | 1–0 | 1–1 |
| La Felguera            | 6–0 | 1–1 | 2–3 | 0–0 | 2–1 | 2–1 | 1–1 | 0–1 | 4–1 | —   | 3–1 | 3–2 | 1–1 | 2–0 | 3–0 | 3–2 |
| UE Lleida              | 2–1 | 4–0 | 4–2 | 2–2 | 2–4 | 0–1 | 3–1 | 1–0 | 3–0 | 3–0 | —   | 4–1 | 5–1 | 1–0 | 1–0 | 4–4 |
| CD Logroñés            | 0–1 | 6–2 | 0–1 | 3–1 | 2–1 | 5–0 | 0–0 | 2–4 | 5–0 | 3–0 | 3–1 | —   | 6–0 | 3–2 | 3–0 | 5–1 |
| Ferrol                 | 0–0 | 3–0 | 2–2 | 1–2 | 2–1 | 3–1 | 0–1 | 1–0 | 2–0 | 4–0 | 2–1 | 4–1 | —   | 3–2 | 2–2 | 2–0 |
| CE Sabadell            | 0–0 | 3–1 | 1–0 | 1–0 | 3–2 | 5–2 | 4–0 | 2–2 | 3–0 | 4–0 | 2–0 | 3–2 | 1–0 | —   | 3–1 | 4–3 |
| UD Salamanca           | 3–1 | 1–0 | 0–1 | 1–5 | 3–2 | 0–0 | 5–0 | 1–2 | 5–0 | 1–1 | 1–1 | 1–0 | 2–2 | 3–0 | —   | 3–4 |
| Reial Saragossa        | 1–1 | 0–1 | 0–3 | 4–0 | 4–1 | 2–2 | 5–3 | 5–1 | 3–1 | 6–1 | 1–2 | 1–1 | 8–1 | 3–1 | 5–1 | —   |

| Golejador      | Gols | Equip            |
| -------------- | ---- | ---------------- |
| Chas           | 23   | Cultural Leonesa |
| Jaume Parés    | 18   | Reial Saragossa  |
| Carlos Uncilla | 16   | SD Eibar         |
| Francisco Anta | 16   | CD Logroñés      |
| Julio Remacha  | 14   | Alavés           |

| Porter             | Gols | Partits | Mitjana | Equip            |
| ------------------ | ---- | ------- | ------- | ---------------- |
| Francisco Urquiola | 31   | 29      | 1.07    | Barakaldo CF     |
| Javier Berasaluce  | 41   | 30      | 1.37    | Alavés           |
| Primitivo Eroles   | 32   | 22      | 1.45    | UE Lleida        |
| Amaro Méndez       | 46   | 30      | 1.53    | Cultural Leonesa |
| Edu García         | 42   | 23      | 1.83    | SD Eibar         |

## Grup Sud

### Clubs participants
| Club             | Ciutat                    | Estadi                    |
| ---------------- | ------------------------- | ------------------------- |
| CE Alcoià        | Alcoi                     | Estadi del Collao         |
| Atlético Tetuán  | Tetuan                    | Sania Ramel               |
| CD Badajoz       | Badajoz                   | El Vivero                 |
| CE Castelló      | Castelló de la Plana      | Castàlia                  |
| UD España Tánger | Tànger                    | Stadium Municipal         |
| Granada CF       | Granada                   | Los Cármenes              |
| Hèrcules CF      | Alacant                   | La Viña                   |
| Jerez CD         | Jerez de la Frontera      | Domecq                    |
| UD Las Palmas    | Las Palmas                | Insular                   |
| RB Linense       | La Línea de la Concepción | San Bernardo              |
| CD Málaga        | Màlaga                    | La Rosaleda               |
| RCD Mallorca     | Palma                     | Es Fortí                  |
| UD Melilla       | Melilla                   | Álvarez Claro             |
| CD Mestalla      | València                  | Mestalla                  |
| Reial Múrcia     | Múrcia                    | La Condomina              |
| CD Tenerife      | Santa Cruz de Tenerife    | Heliodoro Rodríguez López |

### Classificació
| Pos | Equip              | PJ | PG | PE | PP | GF | GC  | DG  | Pts | Promoció o descens        |
| --- | ------------------ | -- | -- | -- | -- | -- | --- | --- | --- | ------------------------- |
| 1   | UD Las Palmas (P)  | 30 | 16 | 7  | 7  | 58 | 33  | +25 | 39  | Ascens a Primera Divisió  |
| 2   | Hèrcules CF (O, P) | 30 | 17 | 4  | 9  | 55 | 40  | +15 | 38  | Promoció d'ascens         |
| 3   | Málaga (O, P)      | 30 | 16 | 6  | 8  | 60 | 30  | +30 | 38  | Promoció d'ascens         |
| 4   | Granada CF         | 30 | 17 | 2  | 11 | 63 | 36  | +27 | 36  |                           |
| 5   | CE Castelló        | 30 | 16 | 1  | 13 | 67 | 61  | +6  | 33  |                           |
| 6   | CD Tenerife        | 30 | 14 | 5  | 11 | 56 | 41  | +15 | 33  |                           |
| 7   | Atlético Tetuán    | 30 | 15 | 3  | 12 | 60 | 46  | +14 | 33  |                           |
| 8   | España Tánger      | 30 | 15 | 1  | 14 | 60 | 57  | +3  | 31  |                           |
| 9   | Badajoz            | 30 | 11 | 8  | 11 | 66 | 55  | +11 | 30  |                           |
| 10  | Linense            | 30 | 13 | 4  | 13 | 46 | 59  | −13 | 30  |                           |
| 11  | Xerez CD           | 30 | 12 | 5  | 13 | 50 | 54  | −4  | 29  |                           |
| 12  | Reial Múrcia (O)   | 30 | 10 | 7  | 13 | 45 | 54  | −9  | 27  | Promoció de descens       |
| 13  | UD Melilla (R)     | 30 | 11 | 4  | 15 | 37 | 70  | −33 | 26  | Promoció de descens       |
| 14  | CE Alcoià (R)      | 30 | 8  | 9  | 13 | 35 | 49  | −14 | 25  | Descens a Tercera Divisió |
| 15  | Mestalla (R)       | 30 | 10 | 3  | 17 | 48 | 58  | −10 | 23  | Descens a Tercera Divisió |
| 16  | RCD Mallorca (R)   | 30 | 3  | 3  | 24 | 40 | 103 | −63 | 9   | Descens a Tercera Divisió |

### Resultats
| Casa \ Fora     | ALC | TET | BAD | CAS | ESP | GRA | HER | LPA | LNS | CDM | MAL | MEL | MES | MUR | TEN | XER |
| --------------- | --- | --- | --- | --- | --- | --- | --- | --- | --- | --- | --- | --- | --- | --- | --- | --- |
| CE Alcoià       | —   | 2–0 | 4–2 | 4–3 | 2–0 | 0–0 | 1–1 | 4–1 | 2–2 | 0–0 | 5–1 | 1–0 | 2–0 | 1–1 | 1–1 | 1–1 |
| Atlético Tetuán | 4–0 | —   | 1–1 | 5–4 | 5–2 | 1–0 | 4–0 | 3–2 | 3–0 | 2–0 | 5–1 | 0–0 | 4–1 | 0–0 | 0–1 | 6–0 |
| Badajoz         | 2–1 | 3–1 | —   | 2–0 | 6–2 | 4–1 | 0–2 | 0–0 | 3–0 | 1–1 | 5–1 | 7–0 | 1–1 | 5–0 | 1–2 | 6–2 |
| CE Castelló     | 4–0 | 6–1 | 4–1 | —   | 3–0 | 1–0 | 2–0 | 3–1 | 5–0 | 1–0 | 5–2 | 5–2 | 2–1 | 2–1 | 2–0 | 5–2 |
| España Tánger   | 1–0 | 1–2 | 3–0 | 3–0 | —   | 3–0 | 2–1 | 1–0 | 4–0 | 2–1 | 6–0 | 2–1 | 2–0 | 6–3 | 4–1 | 3–1 |
| Granada CF      | 3–0 | 1–0 | 6–2 | 7–1 | 4–0 | —   | 1–2 | 1–1 | 3–1 | 1–0 | 6–2 | 7–0 | 2–0 | 2–1 | 2–1 | 2–0 |
| Hèrcules CF     | 3–1 | 2–0 | 3–3 | 3–3 | 4–1 | 3–1 | —   | 1–2 | 3–1 | 0–0 | 5–0 | 2–1 | 1–0 | 2–1 | 3–0 | 3–0 |
| UD Las Palmas   | 3–1 | 2–0 | 1–1 | 7–0 | 2–0 | 2–0 | 2–1 | —   | 2–0 | 3–1 | 6–0 | 3–0 | 1–0 | 1–0 | 1–1 | 4–3 |
| Linense         | 1–0 | 2–1 | 3–2 | 1–0 | 2–4 | 2–1 | 1–0 | 2–0 | —   | 3–1 | 5–1 | 3–0 | 1–0 | 2–2 | 3–3 | 1–0 |
| Málaga          | 2–0 | 5–1 | 1–0 | 3–0 | 3–1 | 1–2 | 0–1 | 6–2 | 1–1 | —   | 3–1 | 4–0 | 3–0 | 5–0 | 4–1 | 1–0 |
| RCD Mallorca    | 0–0 | 1–3 | 2–3 | 5–2 | 4–1 | 1–2 | 1–2 | 0–2 | 3–1 | 1–2 | —   | 1–1 | 3–3 | 1–2 | 3–4 | 2–4 |
| UD Melilla      | 2–2 | 2–1 | 1–1 | 1–0 | 4–2 | 2–1 | 2–0 | 1–0 | 2–3 | 0–4 | 2–0 | —   | 4–2 | 3–1 | 1–0 | 1–0 |
| Mestalla        | 1–0 | 2–3 | 4–1 | 0–1 | 3–1 | 1–3 | 2–0 | 1–1 | 5–4 | 2–3 | 5–2 | 4–1 | —   | 1–0 | 1–0 | 5–0 |
| Reial Múrcia    | 4–0 | 2–1 | 2–2 | 3–1 | 2–1 | 0–2 | 2–3 | 2–3 | 3–1 | 1–1 | 2–1 | 4–2 | 3–2 | —   | 1–0 | 1–1 |
| CD Tenerife     | 4–0 | 1–2 | 1–0 | 1–0 | 1–1 | 3–2 | 5–2 | 0–0 | 1–0 | 2–3 | 8–0 | 6–1 | 4–0 | 1–0 | —   | 2–1 |
| Xerez CD        | 2–0 | 2–1 | 5–1 | 5–2 | 2–1 | 1–0 | 1–2 | 0–0 | 4–0 | 1–1 | 3–0 | 3–0 | 3–1 | 1–1 | 2–1 | —   |

| Golejador        | Gols | Equip       |
| ---------------- | ---- | ----------- |
| Antonio Pedrero  | 20   | CD Tenerife |
| Miquel Xirau     | 20   | Linense     |
| Rafa Delgado     | 18   | Granada CF  |
| Nasio            | 18   | Badajoz     |
| Virgilio Badenes | 18   | Mestalla    |

| Porter          | Gols | Partits | Mitjana | Equip           |
| --------------- | ---- | ------- | ------- | --------------- |
| Pepín           | 27   | 28      | 0.96    | UD Las Palmas   |
| Josep Surribas  | 24   | 21      | 1.14    | Atlético Tetuán |
| Rafael Piris    | 26   | 22      | 1.18    | Granada CF      |
| Francisco Gómez | 38   | 26      | 1.46    | Reial Múrcia    |
| Rafael Ferrer   | 40   | 27      | 1.48    | CE Alcoià       |

## Promoció d'ascens

### Classificació
| Pos | Equip              | PJ | PG | PE | PP | GF | GC | DG  | Pts | Promoció o descens       |
| --- | ------------------ | -- | -- | -- | -- | -- | -- | --- | --- | ------------------------ |
| 1   | Málaga (O, P)      | 10 | 6  | 3  | 1  | 21 | 15 | +6  | 15  | Ascens a Primera Divisió |
| 2   | Hèrcules CF (O, P) | 10 | 5  | 3  | 2  | 16 | 10 | +6  | 13  | Ascens a Primera Divisió |
| 3   | CA Osasuna (R)     | 10 | 4  | 3  | 3  | 23 | 20 | +3  | 11  |                          |
| 4   | Barakaldo CF       | 10 | 3  | 3  | 4  | 18 | 20 | −2  | 9   |                          |
| 5   | UE Lleida          | 10 | 3  | 2  | 5  | 27 | 30 | −3  | 8   |                          |
| 6   | Real Jaén (R)      | 10 | 1  | 2  | 7  | 15 | 25 | −10 | 4   |                          |

### Resultats
| Casa \ Fora  | BAR | HER | JAE | LLE | CDM | OSA |
| ------------ | --- | --- | --- | --- | --- | --- |
| Barakaldo CF | —   | 0–1 | 3–2 | 4–0 | 1–0 | 3–3 |
| Hèrcules CF  | 2–2 | —   | 2–0 | 6–1 | 1–1 | 2–0 |
| Real Jaén    | 0–0 | 0–1 | —   | 4–3 | 1–2 | 0–1 |
| UE Lleida    | 7–2 | 5–1 | 2–2 | —   | 1–2 | 2–2 |
| Málaga       | 3–2 | 0–0 | 3–2 | 5–3 | —   | 1–1 |
| CA Osasuna   | 2–1 | 1–0 | 8–4 | 2–3 | 3–4 | —   |

## Promoció de descens

### Grup 1
| Pos | Equip           | PJ | PG | PE | PP | GF | GC | DG | Pts | Promoció o descens     |
| --- | --------------- | -- | -- | -- | -- | -- | -- | -- | --- | ---------------------- |
| 1   | Caudal (O)      | 8  | 6  | 0  | 2  | 16 | 7  | +9 | 12  | Roman a Segona Divisió |
| 2   | La Felguera (O) | 8  | 4  | 1  | 3  | 15 | 13 | +2 | 9   | Roman a Segona Divisió |
| 3   | SD Ponferradina | 8  | 3  | 2  | 3  | 10 | 13 | −3 | 8   |                        |
| 4   | Huesca          | 8  | 3  | 1  | 4  | 13 | 16 | −3 | 7   |                        |
| 5   | Girona FC       | 8  | 2  | 0  | 6  | 13 | 18 | −5 | 4   |                        |

| Casa \ Fora     | CAU | GIR | HUE | FEL | PNF |
| --------------- | --- | --- | --- | --- | --- |
| Caudal          | —   | 3–1 | 2–0 | 4–1 | 1–0 |
| Girona FC       | 1–3 | —   | 2–1 | 1–2 | 5–1 |
| Huesca          | 0–3 | 3–1 | —   | 3–1 | 4–0 |
| La Felguera     | 2–0 | 2–1 | 6–1 | —   | 1–1 |
| SD Ponferradina | 2–0 | 3–1 | 1–1 | 2–0 | —   |

### Grup 2
| Pos | Equip               | PJ | PG | PE | PP | GF | GC | DG  | Pts | Promoció o descens        |
| --- | ------------------- | -- | -- | -- | -- | -- | -- | --- | --- | ------------------------- |
| 1   | San Fernando (O, P) | 8  | 5  | 0  | 3  | 26 | 13 | +13 | 10  | Ascens a Segona Divisió   |
| 2   | Reial Múrcia (O)    | 8  | 5  | 0  | 3  | 23 | 9  | +14 | 10  | Roman a Segona Divisió    |
| 3   | CP Cacereño         | 8  | 4  | 0  | 4  | 12 | 22 | −10 | 8   |                           |
| 4   | UD Melilla (R)      | 8  | 3  | 0  | 5  | 16 | 17 | −1  | 6   | Descens a Tercera Divisió |
| 5   | Orihuela            | 8  | 3  | 0  | 5  | 8  | 24 | −16 | 6   |                           |

| Casa \ Fora  | CAC | MEL | MUR | ORI | SFE |
| ------------ | --- | --- | --- | --- | --- |
| CP Cacereño  | —   | 2–1 | 2–1 | 3–1 | 2–1 |
| UD Melilla   | 4–1 | —   | 1–0 | 7–0 | 2–4 |
| Reial Múrcia | 7–0 | 3–0 | —   | 7–1 | 3–2 |
| Orihuela     | 3–0 | 1–0 | 0–1 | —   | 2–0 |
| San Fernando | 4–2 | 6–1 | 3–1 | 6–0 | —   |

## Resultats finals
- Campió: Deportivo Alavés, UD Las Palmas.
- Ascens a Primera divisió: Deportivo Alavés, UD Las Palmas, CD Málaga, Hèrcules CF.
- Descens a Segona divisió: Atlético Osasuna, Real Jaén CF, Real Oviedo CF, Real Gijón.
- Ascens a Segona divisió: Reial Betis, CF Extremadura, Llevant UE, CD Juvenil, CD San Fernando, Club Sestao, CD Terrassa.
- Descens a Tercera divisió: CE Alcoià, SD Escoriaza, Gimnástica de Torrelavega, RCD Mallorca, UD Melilla, CD Mestalla, UD Salamanca.